# The imagined sound of sun on stone
The imagined sound of sun on sand is een compositie van Sally Beamish.
Beamish noemde het zelf een concerto voor sopraansaxofoon en kamerorkest, alhoewel er geen sprake is van een klassieke concerto-indeling. Het werk bestaat uit één deel en refereert aan de terugkomst van het licht na een donkere winter. Beamish werd daarbij beïnvloed door het weer en de seizoenen van Schotland (woonplaats) en Zweden (land van een van de opdrachtgevers). Het werk kwam tot stand na een verzoek van het St Magnus muziekfestival, te houden op de Schotse Orkneyeilanden en het Kamerorkest van Zweden. John Harle gaf de première van dit concert op de midzomerdag 21 juni 1999 te Kirkwall, begeleid door het Kamerorkest van Schotland onder leiding van Johan Swensen.
Orkestratie:
- 2 dwarsfluiten (II ook piccolo), 2 hobo’s, 2 klarinetten (II ook basklarinet), 2 fagotten (II ook contrafagot)
- 2 hoorns, 2 trompetten, geen trombones en tuba
- percussie
- violen, altviolen, celli, contrabassen